# Parní vlak The Jacobite

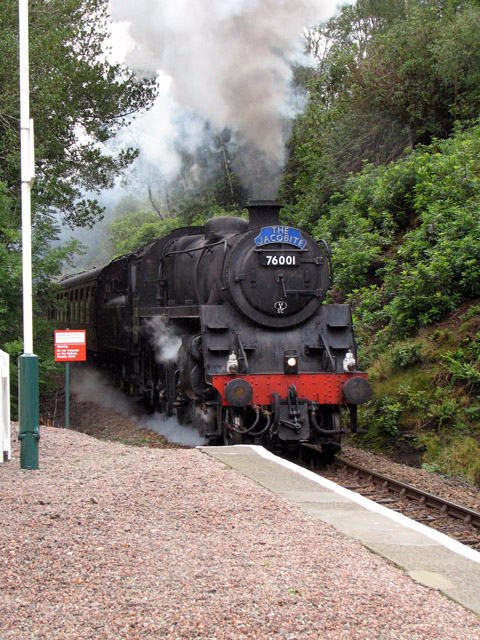
Parní vlak The Jacobite přijíždí do stanice Beasdale.

The Jacobite (česky Jakobita) je turistický parní vlak, který jezdí po části trati West Highland Line ve Skotsku. Od roku 1984 funguje pod různými názvy a s různými provozovateli každé léto. Sehrává přitom důležitou roli při udržování této malebné železniční trati. 

## Historie

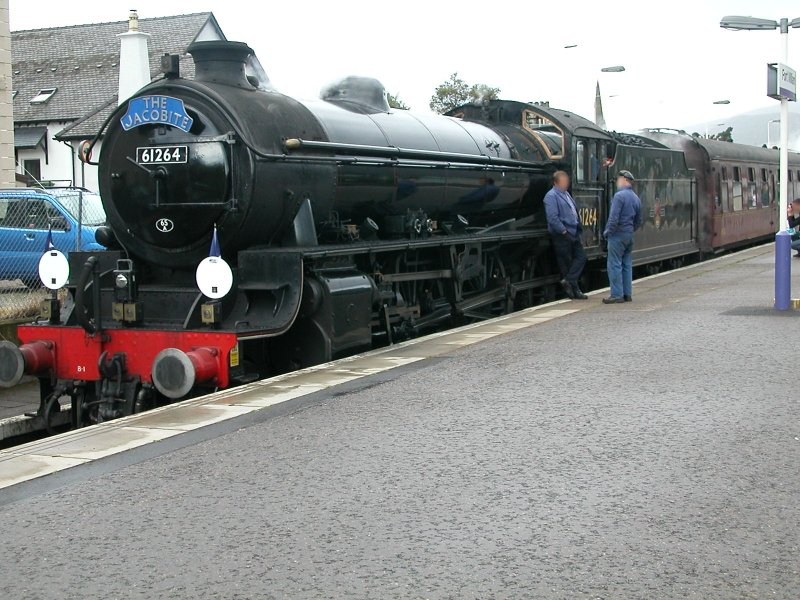
Jakobita na nádraží Fort William

Prodloužení trati West Highland Line do přístavu Mallaig bylo otevřeno v roce 1901 s cílem pomoci otevřít tuto odlehlou venkovskou část skotského pobřeží Atlantiku. Proto britská vláda značně podporovala její výstavbu. Trať zpočátku provozovala společnost North British Railway. V roce 1923 se v rámci sdružování železničních společností stala součástí London and North Eastern Railway (LNER) a roku 1948, po znárodnění britských železnic, součástí Briských státních drah.
V roce 1967 byla v rámci modernizace britských železnic na trati West Highland Line zrušena pravidelná parní doprava. V rámci této modernizace byly všechny parní lokomotivy nahrazeny účinnějšími a spolehlivějšími dieselovými lokomotivami.
Dopravce ScotRail, který působí na území Skotska, zavedl roku 1984 na části trati West Highland Line opět parní dopravu. Za tímto rozhodnutím stála snaha podpořit cestovní ruch a zvýšit příjmy na silně dotované trati. Turistický parní vlak, který dostal jméno West Highlander, měl velký úspěch, a proto jej dopravce využíval i v následujících letech. Později byl přejmenován na The Lochaber, podle části Skotské vysočiny, kudy trať vede.
V roce 1995 získala po privatizaci Britských státních drah licenci na provozování parních vlaků společnost West Coast Railways (WCR) a již v létě začala provozovat parní dopravu s nově pojmenovaným vlakem. Název The Jacobite neboli Jakobita odkazuje na historické jakobitské hnutí, jež má mnoho místních spojitostí a vazeb.
V roce 2011 přidala společnost West Coast Railways na lince z Fort Williamu do Mallaigu poprvé druhý pravidelný spoj s názvem Jakobita, aby uspokojila poptávku cestujících. Vlak vede parní lokomotiva LMS Stanier třídy 5 číslo 4871, s uspořádáním pojezdu 2´C, která táhne náhradní sadu vagonů, jež se dříve používaly pro vlak The Cambrian. 
Roku 2015 se budoucnost vlaku octla v nejistotě, když společnost Network Rail, majitel většiny tratí v Británii, odebrala firmě West Coast Railways 3. dubna licenci k provozování parních vlaků. Tento zákaz byl však již 8. května 2015 zrušen, což WCR umožnilo spoj obnovit. Stejný zákaz udělila Network Rail dopravci WCR znovu mezi únorem a březnem 2016.

## Trať

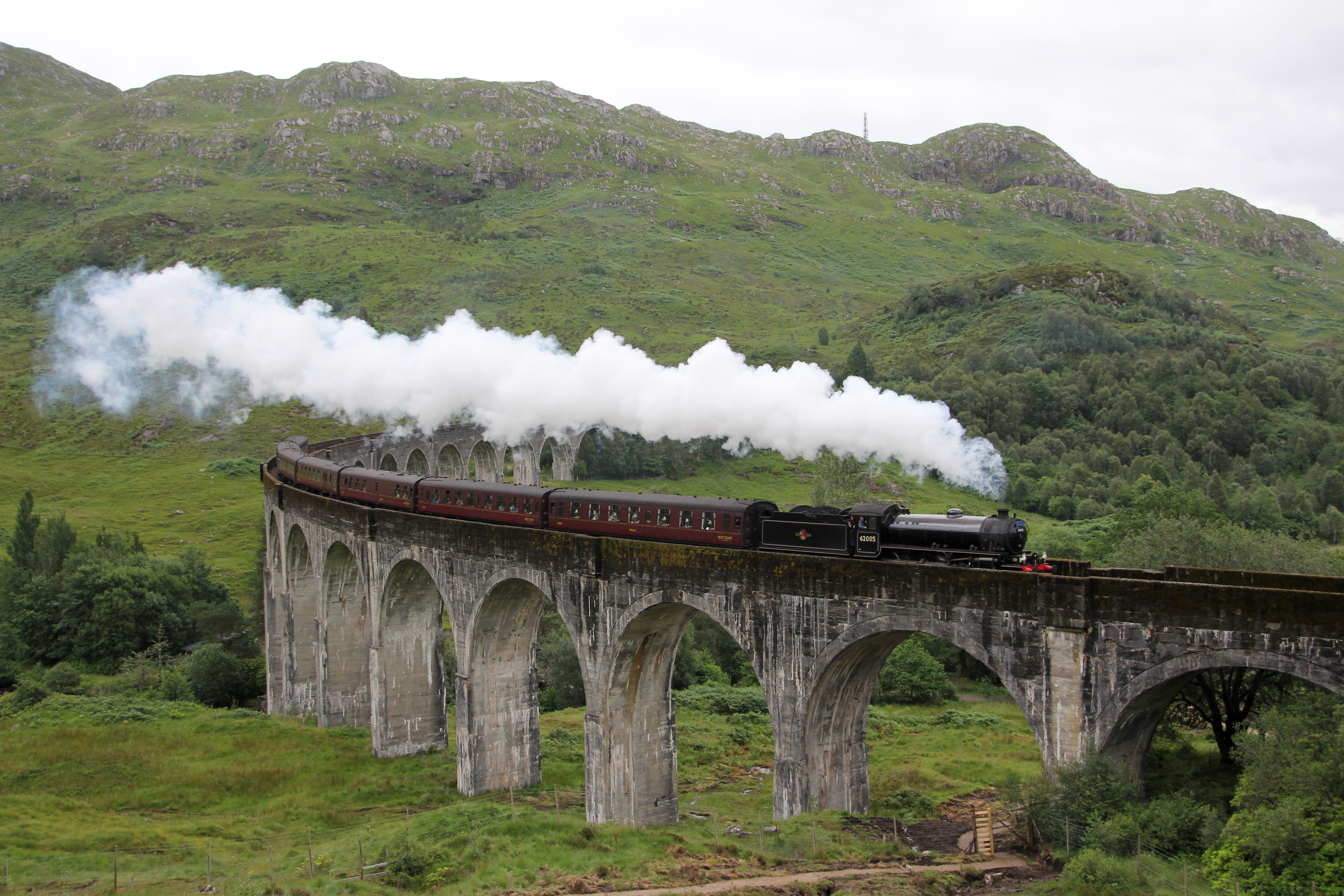
Parní vlak The Jacobite přejíždí přes Glenfinnanský viadukt.

Trať parního vlaku The Jacobite je dlouhá 66 km (41 mil). Vede z města Fort William do přístavu Mallaig. Projíždí přitom malebnou krajinou kolem zátoky Loch Eil, po Glenfinnanském viaduktu a oblastí zálivu Arisaig. Na glenfinnanském nádraží Jakobita křižuje s dalšími pravidelnými spoji. 
Trasa parního vlaku The Jacobite je shodná s trasou Bradavického expresu z filmové série o Harrym Potterovi. Společnost West Coast Railways zapůjčila filmařům z Warner Bros. nejen vozy turistického parního vlaku The Jacobite, který si v potterovských filmech „zahrál“ Bradavický expres, ale povolila jim využít trasu, po níž Jakobita jezdí. Strojem, který Bradavický expres táhne, je parní lokomotiva Olton Hall, která je v současnosti umístěna na stálé výstavě společnosti Warner Bros. o výrobě filmové série o Harrym Potterovi v Leavesdenu v Hertfordshire, kde ji lze vidět.

### Jízdní řád
Denní spoj odjíždí ze stanice Fort William v 10.15 a do Mallaigu přijíždí ve 12.25. Zpáteční spoj odjíždí z Mallaigu ve 14.10 a do Fort Williamu přijíždí v 16.00. V Glenfinnanu vlak od pondělí do pátku křižuje s dalším odpoledním spojem – jde o jediné pravidelné křížování dvou parních spojů ve skotské železniční síti.
Odpolední spoj odjíždí z Fort Williamu ve 14.30 a vrací se zpět ve 20.30. Jezdí v období od června do srpna od pondělí do pátku.

## Lokomotivy a vozový park

### Parní lokomotivy

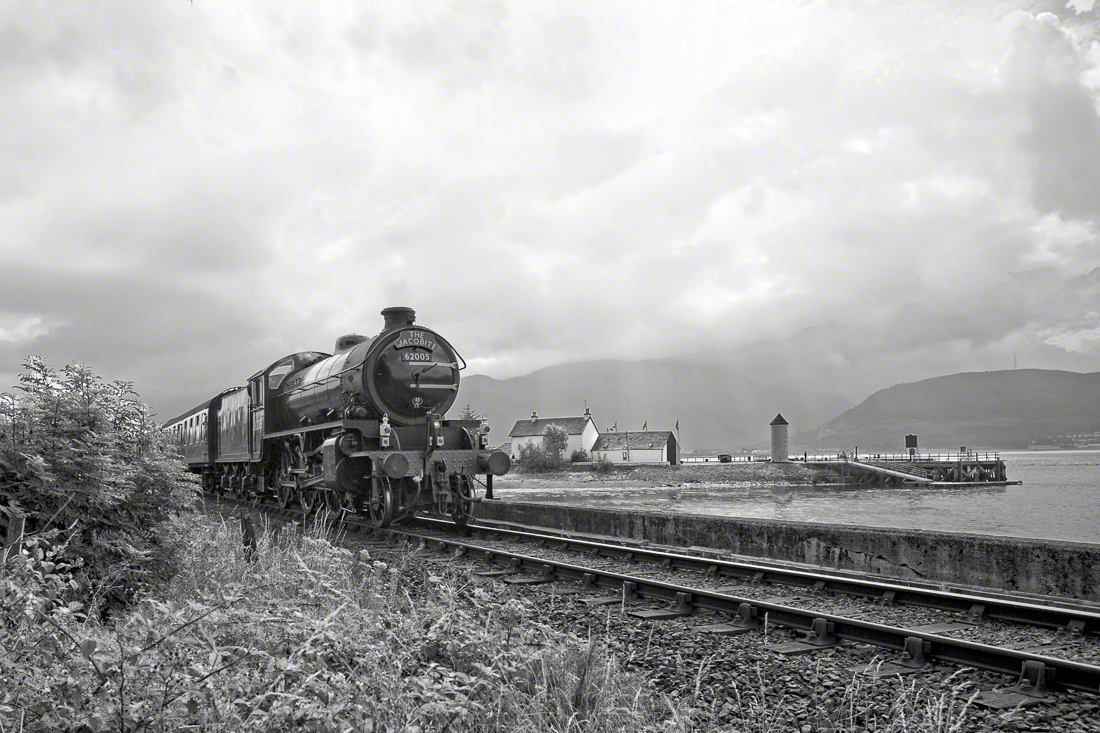
Parní vlak The Jacobite vedený strojem 62005 Lord of the Isles projíždí kolem plavební komory u vesnice Corpach.

V průběhu let sloužily k vedení vlaku různé parní lokomotivy. Šlo většinou o typy, jež se na zdejší trati používaly v dobách parního provozu před rokem 1967. Patřily k nim i tyto stroje:
- LNER Gresley K4 61994 The Great Marquess z roku 1938, s uspořádáním pojezdu 2´C, jež byla navržena speciálně pro strmé profily trati West Highland Line.
- LNER Thompson/Peppercorn třídy K1 č. 62005 Lord of the Isles z roku 1950, s uspořádáním pojezdu 1´C
- LMS Stanier třídy 5 4-6-0, známé jako "Černá pětka" (Black Fives), vyráběné v letech 1934–1951, s uspořádáním pojezdu 2´C

### Vozy
Všechny používané vozy byly typ British Railways Mark 1, který se vyráběl v letech 1951–1974. Vozy byly majetkem Britských drah a měly modro-šedý nátěr. Ve vlastnictví West Coast Railways mají nyní nátěr v podobném odstínu, jako je kaštanová barva Britských drah, a jsou vybaveny sacími brzdami. Odpolední spoj používá vozy typu British Railways Mark 2 se samočinnými tlakovými brzdami.